# Ola Aina
Temitayo Olufisayo Olaoluwa "Ola" Aina (sinh ngày 8 tháng 10 năm 1996) là một cầu thủ bóng đá chuyên nghiệp người Nigeria hiện đang thi đấu ở vị trí hậu vệ cánh cho câu lạc bộ Premier League Nottingham Forest và đội tuyển bóng đá quốc gia Nigeria.

## Sự nghiệp câu lạc bộ

### Chelsea

#### Buổi đầu sự nghiệp
Ola Aina ký hợp đồng với đội U-11 của Chelsea và bắt đầu thi đấu cho đội học viện từ mùa giải 2012-13. Anh thi đấu tốt ở cả hai vị trí hậu vệ cánh trong các trận Bán kết và Chung kết của FA Youth Cup năm đó. Aina đã thi đấu cho hầu hết các đội trẻ của Chelsea từ U18, U19, U21. Và ngày 19 tháng 7 năm 2014, Aina ra mắt đội một Chelsea trong trận giao hữu trước mùa giải với AFC Wimbledon, sau khi Todd Kane chấn thương. Aina đã ra sân trong đội hình xuất phát và sau đó được thay thế bởi Branislav Ivanović sau giờ nghỉ. Trận đấu đó kết thúc với phần thắng 3-2 cho Chelsea.

#### 2016-17
Vào ngày 6 tháng 7 năm 2016, Aina ký một hợp đồng kéo dài 4 năm với Chelsea, kết thúc những tin đồn cho rằng anh sẽ rời câu lạc bộ này. Sau khi nhận được hợp đồng mới, Aina có mặt trong danh sách của Chelsea tham dự các trận giao hữu trước mùa giải ở Áo và Mỹ. Aina đã thi đấu cả 6 trận đấu giao hữu trước mùa giải.
Vào ngày 23 tháng 8 năm 2016, Aina đã được huấn luyện viên Antonio Conte cho ra mắt tại trận thắng 3-2 ở EPL Cup trước Bristol Rovers, anh đã chơi 77 phút trước khi được thay thế bởi John Terry. Ngày 15 tháng 10 năm 2016, Aina có trận đấu đầu tiên ở Giải bóng đá Ngoại hạng Anh khi vào sân thay cho người đã ghi bàn trước đó là Victor Moses ở phút 82 chiến thắng 3-0 trước Leicester City.
Kết thúc mùa giải, Chelsea giành được danh hiệu vô địch Giải bóng đá Ngoại hạng Anh 2016-17 nhưng Aina không ra sân đủ 5 trận cả giải đấu nên không đủ điều kiện nhận huy chương.

#### Hull City (mượn)
Ngày 11 tháng 7 năm 2017, Chelsea cho Hull City thi đấu tại giải Championship mượn Aina cho mùa giải 2017-18.

## Thống kê sự nghiệp

### Câu lạc bộ
Tính đến ngày 18 tháng 4 năm 2021.
| Câu lạc bộ          | Mùa giải            | Giải đấu            | Giải đấu | Giải đấu | FA Cup | FA Cup | League Cup | League Cup | Châu Âu | Châu Âu | Khác | Khác | Tổng cộng | Tổng cộng |
| Câu lạc bộ          | Mùa giải            | Hạng                | Trận     | Bàn      | Trận   | Bàn    | Trận       | Bàn        | Trận    | Bàn     | Trận | Bàn  | Trận      | Bàn       |
| ------------------- | ------------------- | ------------------- | -------- | -------- | ------ | ------ | ---------- | ---------- | ------- | ------- | ---- | ---- | --------- | --------- |
| Chelsea             | 2015–16             | Premier League      | 0        | 0        | 0      | 0      | 0          | 0          | 0       | 0       | 0    | 0    | 0         | 0         |
| Chelsea             | 2016–17             | Premier League      | 2        | 0        | 1      | 0      | 2          | 0          | —       | —       | —    | —    | 5         | 0         |
| Tổng cộng           | Tổng cộng           | Tổng cộng           | 2        | 0        | 1      | 0      | 2          | 0          | 0       | 0       | 0    | 0    | 5         | 0         |
| Hull City (mượn)    | 2017–18             | Championship        | 44       | 0        | 2      | 1      | 0          | 0          | —       | —       | —    | —    | 46        | 1         |
| Torino (mượn)       | 2018–19             | Serie A             | 30       | 1        | 2      | 0      | —          | —          | —       | —       | —    | —    | 32        | 1         |
| Torino              | 2019–20             | Serie A             | 32       | 0        | 2      | 0      | —          | —          | 3       | 0       | —    | —    | 37        | 0         |
| Torino              | Tổng cộng           | Tổng cộng           | 62       | 1        | 4      | 0      | 0          | 0          | 3       | 0       | 0    | 0    | 69        | 1         |
| Fulham (mượn)       | 2020–21             | Premier League      | 28       | 2        | 1      | 0      | 1          | 0          | —       | —       | —    | —    | 30        | 2         |
| Tổng cộng sự nghiệp | Tổng cộng sự nghiệp | Tổng cộng sự nghiệp | 129      | 3        | 8      | 1      | 3          | 0          | 3       | 0       | 0    | 0    | 143       | 4         |

### Quốc tế
Tính đến ngày 29 tháng 3 năm 2022
| Nigeria   | Nigeria | Nigeria |
| Năm       | Trận    | Bàn     |
| --------- | ------- | ------- |
| 2017      | 3       | 0       |
| 2018      | 4       | 0       |
| 2019      | 10      | 0       |
| 2020      | 1       | 0       |
| 2021      | 3       | 0       |
| 2022      | 6       | 0       |
| Tổng cộng | 27      | 0       |

## Danh hiệu

### Cá nhân
- Bàn thắng đẹp nhất tháng của Premier League: Tháng 11 năm 2020[8]